# Protesterna i Polen 2020–2021
Protesterna i Polen 2020–2021 var protester mot regeringen och regeringspartiet Lag och Rättvisa som startade 22 oktober 2020, sedan en domstol i Polen beslutat att skärpa abortlagstiftningen i Polen. Beslutet gjorde gällande att nästan alla fall av abort var mot konstitutionen, inklusive fall där fostret är svårt skadat eller anses få bestående funktionsnedsättningar, eller sjukdomar som inte går att bota eller är livshotande.
På kvällen den 22 oktober, inleddes den första av många demonstrationer. De anses vara de största demonstrationerna i Polen sedan revolutionen 1989.